# Йшли солдати...
«Йшли солдати...» — радянський чорно-білий героїко-революційний художній фільм, поставлений на кіностудії «Мосфільм» в 1958 році режисером Леонідом Траубергом. Прем'єра фільму в СРСР відбулася 23 лютого 1959 року.

## Сюжет
Жовтень 1917 року. По солдатах, що браталися на передовій, відкрили артилерійський вогонь, рядові Матвій Крилов і Ілля Сорокін, які залишилися живими, дали клятву дійти до Петрограда й зажадати від найвищого військового начальства припинити війну. До них приєдналися німецький піхотинець Якоб Гофман і сестра милосердя Ольга Карцева.
Дорогою вони допомогли більшовикові Єгору зупинити військовий ешелон. Вони не піддалися спокусі залишитися в тихому селі, захованому в болотах. Відмовилися від легких грошей, які їм обіцяв їхній колишній бойовий побратим Сенько, що став видатним спекулянтом. У невеликому місті, окупованому німцями, потрапили до в'язниці, з якої їх визволив робітничий загін, що прорвався. У самій столиці їх схопили козаки й мало не розстріляли як дезертирів.
Подолавши всі перешкоди, солдати прибули на місце в ніч піднятого більшовиками повстання. Опинившись у Смольному, вони стали свідками виступу Леніна і почули озвучений ним Декрет про мир. Здавалося, війні кінець, але для захисту відданої селянам землі ще рано кидати гвинтівки, і всі четверо стали до загонів бійців, що йдуть на нові битви.

## У ролях
- Сергій Бондарчук — Матвій Крилов
- Андрій Петров — Ілля Сорокін
- Ераст Гарін — Якоб Гофман
- Ельза Леждей — Ольга Карцева
- Михайло Ульянов — Єгор
- Марія Пастухова — Надія Костянтинівна
- Тетяна Дороніна — Христя
- Володимир Бєлокуров — генерал
- Олег Єфремов — Сенько
- Костянтин Адашевський — міський голова
- Віра Алтайська — господиня хати
- Олександр Гумбурґ — козак
- Федір Одиноков — командир взводу
- Олександр Ширшов — Охрімчук, солдат
- Борис Шухмін — селянин у в'язниці
- Аполлон Ячницький — ватажок анархістів в ресторані
- Георгій Бударов — наглядач
- Євген Буренков — більшовик на мітингу в Смольному
- Галина Волчек — медсестра в ресторані
- Олександр Карпов — дід на весіллі
- А. Кольосова — старенька на весіллі
- Володимир Колчин — німецький лейтенант
- Микола Кузнецов — заможний городянин
- Микола Кузьмін — солдат у Смольного
- Євгенія Лосакевич — класна дама
- Емілія Мільтон — актриса
- Євген Моргунов — ад'ютант генерала
- Олександр Орлов — людина з вищого суспільства в передмісті Петрограда
- Володимир Піцек — артист в ресторані
- Ірина Скобцева — дама в ресторані
- Ніна Ургант — вдова в селі
- Анатолій Чемодуров — ад'ютант генерала
- Геннадій Юхтін — чоловік у в'язниці

- Голосом В. І. Леніна у фільмі говорить актор Максим Штраух
- Закадровий текст читає актор Борис Чирков

## Знімальна група
- Сценарій і постановка —  Леонід Трауберг
- Оператор —  Аркадій Кольцатий
- Художник —  Леван Шенгелія
- Композитор —  Володимир Рубін
- Звукооператор — Олександр Рябов
- Режисери — Манос Захаріас,  Георгій Щукін
- Комбіновані зйомки: 
 Оператор —  Борис Хренніков 
 Художник — Олександр Клименко
- Художник-гример — І. Чеченін
- Монтажер — М. Тимофєєва
- Редактор — І. Ростовцев
- Оркестр Управління по виробництву фільмів 
 Диригент —  Марк Ермлер
- Директор картини —  Михайло Левін